# Albert Magnus
Pour les articles homonymes, voir Magnus.
Albert Magnus (1899-1985) est une personnalité politique allemande de Rhénanie. Il fut maire de Cochem-Land de 1948 à 1965 et secrétaire CDU de l'arrondissement de Cochem.

## Biographie
Albert Magnus naît le 10 octobre 1899 au Sablon (aujourd'hui incorporé à Metz) en Lorraine. Après la Première Guerre mondiale, il quitte Metz avec sa famille pour Coblence, dont sa famille était originaire.
Albert Magnus s’engage en politique dans les années 1920, dans le Deutsche Zentrumspartei. Il travaille pour différents organismes jusqu’en 1945. Vers la fin de la Seconde Guerre mondiale, ses convictions religieuses et son esprit critique vis-à-vis du NSDAP le mettent en péril. 
Après la guerre, Magnus participe activement à la reconstruction de l’Allemagne démocratique. En 1945, Albert Magnus est nommé Bürgermeister à Winningen dans l'arrondissement de Mayen-Coblence. Le 1er avril 1948, il devient maire de Cochem-Land, fonction qu’il occupera jusqu’au 28 octobre 1965. Dans les années difficiles de l'après-guerre, il a la tâche difficile de reloger les sans-abris. Par la suite, il peut se consacrer à l’éducation, en faisant construire les écoles de Bremm, Dohr et Bruttig-Fankel. Après 17 années de mandat, il prend sa retraite en octobre 1965. Il est par ailleurs secrétaire CDU de l'arrondissement de Cochem et responsable local de la Croix-Rouge allemande. 
Albert Magnus décède à Coblence le 7 août 1985.

## Sources
- (de) Alfons Friederichs (dir.), Persönlichkeiten des Kreises Cochem-Zell, Trier, Kliomedia, 2004, 398 p. (ISBN 978-3-898-90084-3).